# 마쓰다 도시히코
마쓰다 도시히코(일본어: 松田 利彦, 1964년~)는 일본의 역사가이자, 국제일본문화연구센터의 부소장 겸 교수이다. 그의 주 연구 분야는 한일 관계사이다.

## 저서
- 『전 전기의 재일조선인과 참정권』(아카시 서점 , 1995년)
- 『일본의 조선 식민지 지배와 경찰 1905~1945년』( 교쿠라 서방 , 2009년)
- 『동아연맹운동과 조선·조선인 일중전쟁기에 있어서의 식민지 제국 일본의 단면』(유시사 , 2015년)

### 편저
- “일본의 조선·대만 지배와 식민지 관료”(인간 문화 연구 기구 국제 일본 문화 연구 센터 , 2008년)
- “식민지 제국 일본의 지식과 권력”(사문각 출판, 2019년)